# Kazimierz Iwaniec

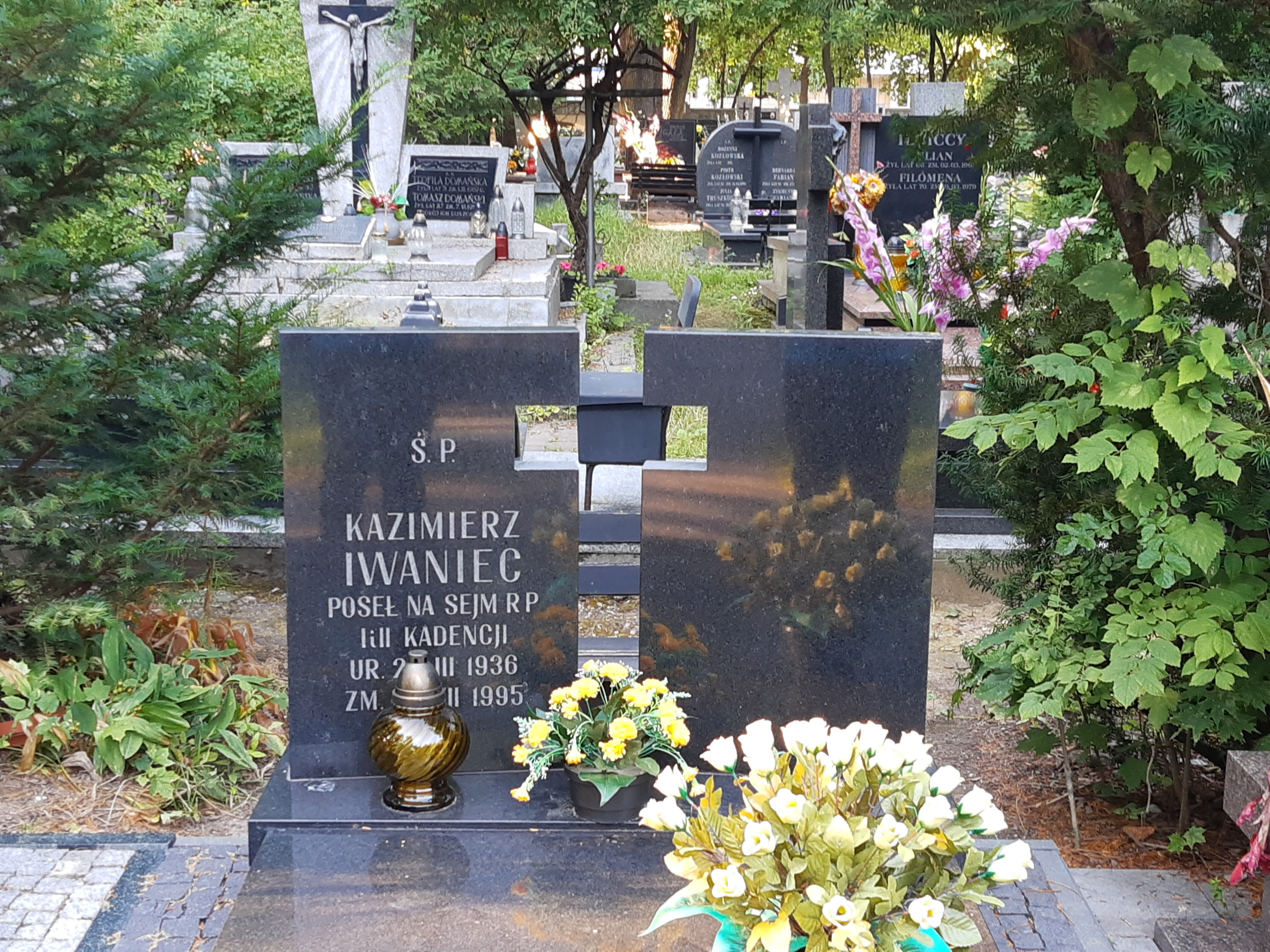
Grób Kazimierza Iwańca na cmentarzu przy ul. Lipowej w Lublinie

Kazimierz Iwaniec (ur. 26 marca 1936 w Rożdżałowie, zm. 22 grudnia 1995) – polski polityk, związkowiec, poseł na Sejm I i II kadencji.

## Życiorys
Ukończył w 1963 studia ekonomiczne na Uniwersytecie Marii Curie-Skłodowskiej. W 1954 został zatrudniony w prezydium Powiatowej Rady Narodowej w Chełmie, gdzie pracował do 1958. W latach 1959–1960 był pracownikiem Powiatowego Związku Gminnych Spółdzielni w Chełmie. W 1961 został wiceprezesem zarządu Rejonowej Spółdzielni Ogrodniczej w Chełmie, a w 1968 zastępcą dyrektora Okręgowej Spółdzielni Centrali Spółdzielni Ogrodniczej w Lublinie. W latach 1975–1981 był zatrudniony w Przedsiębiorstwie Sprzętowo-Transportowym Budownictwa Rolniczego w Lublinie. Był związany z Ogólnopolskim Porozumieniem Związków Zawodowych, pełnił funkcje kierownicze w organizacjach związkowych. W latach 1983–1991 pełnił funkcję przewodniczącego rady krajowej Federacji Związków Zawodowych Pracowników Rolnictwa. Brał udział w obradach Okrągłego Stołu po stronie partyjno-rządowej w podzespole do spraw rolnictwa.
Sprawował mandat posła I kadencji wybranego z listy ogólnopolskiej (kandydował w okręgu słupskim) z ramienia Sojuszu Lewicy Demokratycznej (będąc kandydatem bezpartyjnym). Został wiceprzewodniczącym Komisji Rolnictwa i Gospodarki Żywnościowej. W 1993 został wybrany do Sejmu II kadencji, w którym zasiadał w Komisji Rolnictwa i Gospodarki Żywnościowej (jako jej wiceprzewodniczący) oraz w Komisji Stosunków Gospodarczych z Zagranicą. Zmarł w trakcie kadencji. Pochowany w części komunalnej cmentarza przy ul. Lipowej w Lublinie (kwatera P4KK–1–19).

## Życie prywatne
Był żonaty, miał dwoje dzieci.

## Wyniki wyborcze
| Wybory | Komitet wyborczy | Komitet wyborczy             | Organ            | Okręg | Wynik |
| ------ | ---------------- | ---------------------------- | ---------------- | ----- | ----- |
| 1991   |                  | Sojusz Lewicy Demokratycznej | Sejm I kadencji  | nr 21 | 5432  |
| 1993   |                  | Sojusz Lewicy Demokratycznej | Sejm II kadencji | nr 42 | 7262  |